# Felix Makasiar

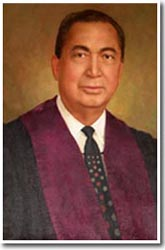
Felix Makasiar

Felix V. Makasiar (Siaton, 20 november 1915 - 19 februari 1992) was een Filipijnse rechter en de 14e Opperrechter van het Filipijnse hooggerechtshof. Makasiar werd op 25 juli 1985 aangesteld door president Ferdinand Marcos als opvolger van Enrique Fernando. Enkele maanden later moest Makasiar echter alweer aftreden, omdat hij de voor rechters verplichte pensioenleeftijd van 70 jaar bereikt had. Voor zijn benoeming tot opperrechter was Makasiar al 15 jaar rechter van het hooggerechtshof. In 1970, vlak voor zijn aanstelling als rechter in het hooggerechtshof, was hij bovendien nog enkele maanden minister van justitie in het kabinet van Marcos. Makasiar werd opgevolg als opperrechter door Ramon Aquino.
De benoeming van Makasiar tot opperechter door Marcos op 25 juli 1985 als opvolger van Enrique Fernando was omstreden. Volgens de normale gebruiken zou Claudio Teehankee sr. benoemd moeten worden tot opperrechter aangezien hij bijna twee jaar eerder benoemd was als rechter aan het hof. Teehankee had zich echter bij Marcos niet populair gemaakt door hem continu dwars te zitten en in zaken die werden aangespannen tegen de beslissingen van zijn regime tegen te stemmen. Makasiar daarentegen was Marcos vaak gunstiger gestemd geweest.